# Nåtan
Nåtan (estniska: Kudani järv) är en sjö i västra Estland. Den ligger i Nuckö kommun i Läänemaa, 80 km sydväst om huvudstaden Tallinn. Nåtan ligger 0,5 meter över havet. Arean är 0,10 kvadratkilometer. Den ligger vid byn Gutanäs på halvön Nuckö.